# Kanton Puget-Théniers
Der Kanton Puget-Théniers war bis 2015 ein französischer Wahlkreis im Arrondissement Nizza, im Département Alpes-Maritimes und in der Region Provence-Alpes-Côte d’Azur. Hauptort (frz.: chef-lieu) war Puget-Théniers.
Der Kanton war 171,65 km² groß und hatte 3005 Einwohner (Stand 2012).

## Gemeinden
| Gemeinde              | Einwohner (Stand: 2022) | Code postal | Code Insee |
| --------------------- | ----------------------- | ----------- | ---------- |
| Ascros                | 180                     | 06260       | 06005      |
| Auvare                | 50                      | 06260       | 06008      |
| La Croix-sur-Roudoule | 98                      | 06260       | 06051      |
| La Penne              | 256                     | 06260       | 06093      |
| Puget-Rostang         | 121                     | 06260       | 06098      |
| Puget-Théniers        | 1803                    | 06260       | 06099      |
| Rigaud                | 167                     | 06260       | 06101      |
| Saint-Antonin         | 84                      | 06260       | 06115      |
| Saint-Léger           | 57                      | 06260       | 06124      |